# Битва при Блае
Битва при Блае (исп. Batalla de Blaye) или Битва в эстуарии Жиронды — морское сражение в эстуарии реки Жиронда в 1593 году во время Восьмой (и последней) религиозной войны во Франции («Войны трёх Генрихов») и Англо-испанской войны (1585—1604). Испанские войска сняли осаду крепости Блай (Блэ) французским королевским флотом, поддержанным английским контингентом.

## Битва
В апреле 1593 года испанские военно-морские силы из 16 кораблей под командованием адмирала Педро де Субиайра и генерала Хоанеса де Вильявисьоса намеревались снять морскую блокаду Блая (Блэ). Город находился под контролем Католической лиги Франции, но был блокирован с суши французскими королевскими войсками при поддержке английских сил и гугенотов под командованием маршала Жака де Гойона де Матиньона, а с моря — шестью английскими военными кораблями под командованием адмирала сэра Питер Хьютона. 18 апреля английские военно-морские силы были разбиты и разогнаны флотом Субиайра, и испанские войска высадились в Блае.
Вскоре после этого, ещё один англо-французский флот из 11-19 боевых кораблей вышел из Бордо, пользуясь поддержкой около 40 малых кораблей (в том числе шести галеасов из порта Ла-Рошель), прибыл к Блаю, пытаясь блокировать испанский флот. После жестокой и неравной битвы, на фоне сильного шторма, испанцы одержали победу, со значительными потерями с обеих сторон от интенсивного ружейного огня. В конце концов, многие корабли обоих флотов были разогнаны штормом, но испанский флот смог благополучно вернуться в порт Пасахес
В знак признания заслуг Педро де Субиайр получил от короля Испании Филиппа II титул «de general como a lo demás de escuadra para que antes que muera deje esto a los míos».
14 июля того же года другой испанский контингент из шести кораблей под командованием Хоанеса де Вильявисьосы и 120 солдат во главе с капитаном Антонио Манрике де Варгасом отплыл из баскского порта Кастро-Урдьялес, чтобы укрепить католические силы в Блае. После того, как испанские войска Вильявисьосы начали успешное наступление на позиции протестантов, в результате которого более 800 протестантов были убиты или ранены, осада, наконец, закончилась выводом протестантских войск.